# محمد أيوب (لاعب كريكت)
محمد أيوب (10 يونيو 1965 في باكستان - ) هو لاعب كريكت باكستاني.